# Республика (Украина)
Респу́блика (укр. Республіка) — село в Никольской городской общине Мариупольского района Донецкой области Украины.

## Общие сведения
Население по переписи 2001 года составляло 703 человека. Почтовый индекс — 87021. Телефонный код — 6246.

## История
Село основано в 1836 году переселенцами из Голландии, основан Мариупольский меннонитский округ, а в 1874 году сюда приехали немцы-меннониты из Восточной Пруссии.
Советская власть установлена в феврале 1918 года.
В 1923 году приказом Мариупольского окрисполкома в ознаменование 6-й годовщины Октябрьской революции село Петропавловка переименовано в Республиканское.
На фронтах Великой Отечественной войны воевали 32 жителя, из них 13 погибли, 30 награждены орденами и медалями. Уроженцу села М. П. Могильному за мужество, проявленное в бою при освобождении от гитлеровских оккупантов города Шилуте Литовской ССР, посмертно присвоено звание Героя Советского Союза. В Республике ему, а также воинам, погибшим при освобождении села от фашистских захватчиков, установлены памятники. Построен обелиск в память восемнадцати милиционеров, убитых в селе махновцами в 1921 году.
По состоянию на 1970 год в селе проживало 652 человека, был 191 двор. В Республике находилась центральная усадьба колхоза им. Жданова, которому были закреплены 6247 га сельскохозяйственных угодий, в том числе 5477 га пахотных земель. Хозяйство многоотраслевое. Были развиты растениеводство и животноводство. За трудовые успехи 21 человек награждены орденами и медалями СССР, в том числе орденом Ленина — комбайнер А. Я. Гладун.
К тому времени в селе работали школа, где обучалось 262 ученика и работал 21 учитель, клуб на 150 мест, библиотека с книжным фондом 17 200 экземпляров, медпункт, детские ясли на 70 мест, почта, сберкасса, 3 магазина. В 1966—1974 годах здесь построены 59 индивидуальных домов, газифицировано 62 квартиры.

## Население
- 1859—418 чел.
- 1886—257 чел.
- 1897—503 чел. (перепись), православных — 430 (85,5 %)
- 1908—439 чел.
- 1919—623 чел.
- 1970—578 чел.
- 1976—652 чел.
- 2001—703 чел. (перепись)

В 2001 году родным языком назвали:
- украинский язык — 529 чел. (75,25 %)
- русский язык — 170 чел. (24,18 %)
- греческий язык — 1 чел. (0,14 %)
- белорусский язык — 1 чел. (0,14 %)